# Gibson Marauder

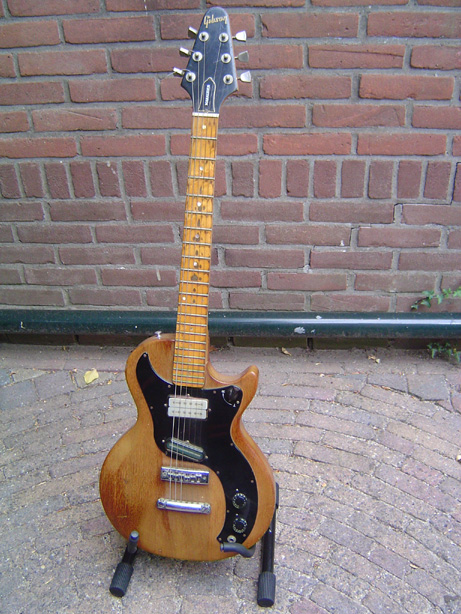
Gibson Marauder 1976

La Gibson Marauder es una guitarra fabricada por Gibson entre 1975 y 1980 -pero hay registros de fabricación en 1974 (solo un ejemplar) y se sabe que, aunque fue dada de baja oficialmente en 1980, algunas pocas se fabricaron en 1981. Se sustituyó por el modelo Gibson Sonex. La palabra marauder significa en inglés merodeador o intruso.
Se trataba de un intento de Gibson de competir tanto con su rival Fender como con la creciente invasión japonesa. Gibson hizo estas guitarras con métodos Fender: cuerpo de aliso, mástil de arce canadiense atornillado, una pastilla sencilla montada en ángulo respecto al puente y una doble bobina en la posición del mástil, montaje de la electrónica en el golpeador.
Está básicamente diseñada con el típico cuerpo de Les Paul y la pala del mástil recuerda a las de las míticas Flying V de la marca. 
Se fabricaron en tres tipos, que fueron variando a través de los años de producción:
1. Con switch típico Gibson para seleccionar las pastillas.
2. Este switch se reemplazó con un potenciómetro que permitía cambiar de una a otra pastilla gradualmente.
3. Ese mismo potenciómetro posteriormente se movió al golpeador en una posición entre el control de volumen y el de tono.

Este modelo no tuvo gran repercusión debido a que al igual que su competidor (Fender) cuando lo quiso imitar modificando las características típicas de cada fabrica fracaso rotundamente
- Datos: Q901802
- Multimedia: Gibson Marauder / Q901802